# Migi & Dali – Dangerous Quest
Migi & Dali – Dangerous Quest (japanisch ミギとダリ Migi to Dali) ist eine Mangaserie von Nami Sano, die in Japan von 2017 bis 2021 erschien. Im Jahr 2023 kam eine Adaption als Animeserie heraus, die international als Migi&Dali bekannt wurde. Die Geschichte handelt von den Zwillingen Migi und Dali, sie sich als eine Person ausgeben, um den Mörder ihrer Mutter zu finden.

## Inhalt
Das kinderlose ältere Paar Sonoyama begibt sich ins Waisenhaus, um ein Kind zu adoptieren, und entscheidet sich dort schnell für den Jungen Hitori. Sie nehmen ihn bei sich auf und können endlich das glückliche Familienleben beginnen, das sie sich erträumt haben. Doch der Junge ist in Wirklichkeit die Zwillinge Migi und Dali, die einander zum Verwechseln ähnlich sehen und sich für eine Person ausgeben. Sie wollten sich in die Origon-Siedlung einschleichen, um den Mörder ihrer Mutter zu finden. Mit der hatten sie bis zu deren Tod dort gelebt. Sie suchen das Zimmer, in dem sie damals lebten, anhand der besonderen Tapete und des Musters, das sie selbst daran gemalt haben. Dabei erhalten sie die Fassade, nur eine Person zu sein, mit allerlei Tricks aufrecht und lernen andere Bewohner der gutbürgerlichen Siedlung kennen. Unter ihnen sind der von Vögeln und dem Fliegen begeisterte Shunpei Akiyama und der gemeine, nagetierartige Maruta Tsutsumi, die sie beide bei den Pfadfindern kennenlernen und mit denen sie auf die Schule gehen. Außerdem Eiji Ichijō und dessen perfekt anmutende Familie, der sich nicht mit denen abgeben will, die er als unwürdig ansieht.
Bald lernen die Zwillinge auch die Haushaltshilfe Micchan kennen. Mit ihrer Hilfe finden sie das gesuchte Zimmer, das sich im Haus der Ichijōs befindet. Hier hat ihre Mutter mit dem Namen Metori in einem abgeschiedenen Zimmer als Haushälterin mit den beiden gelebt. Dali gibt sich als Mädchen Sali aus und entlockt Eiji, dass er es war, der ihre Mutter als kleiner Junge vom Fenster in den Tod stieß, als er sich vor ihr erschrak. Doch in das Mädchen hatte sich auch Migi verliebt, ohne zu wissen, dass es sich um seinen Bruder handelt. Als er es herausfindet, fühlt Migi sich betrogen und läuft davon. Er findet bei Shunpei Zuflucht. Mit Mühe kann Dali sich bei ihm entschuldigen, doch Migi will nun eigene Wege gehen. Also will sich Dali allein rächen und Eiji töten. Seine Falle auf einem Kostümfest geht jedoch schief und fast wird Migi getötet. Doch Eiji rettet ihn und wird schwer verletzt. Die Zwillinge sind nun im Zwiespalt, ob sie sich weiter rächen wollen. Als Sali verkleidet erfährt Dali von Eiji, dass seine Mutter Reiko nach Metoris Tod begann, die ganze Siedlung zu überwachen, um das Geheimnis zu bewahren. Eiji redete sie ein, das er nur einen Geist gesehen habe. Doch Reiko bemerkt, dass die Zwillinge das Geheimnis erfahren haben, dass sie die Kinder von Metori sind und will sie töten. Nur durch die Hilfe Micchans können die beiden entkommen, doch die Haushälterin wird von Reiko ermordet.
Reiko gelingt es, dass die Polizei Hitori des Mordes verdächtigt. So fliehen die beiden aus der Siedlung. Während Dali sich weiter rächen will, nun an Reiko, und die Tat aufklären, will Migi seinen Bruder allein um dessen Willen helfen. Sie kehren zurück und mit der Hilfe von Shunpei und Maruta wollen sie Reiko überführen. Den beiden offenbaren sie sich erstmals als zwei Personen. Auch Eijis Schwester Karen weihen sie ein, der ihre Familie schon lange unheimlich ist. Sie können Reiko nachts stellen und erfahren von ihr, dass sie keine Kinder bekommen kann und daher die zunächst mit ihr befreundete Metori sich heimlich von ihrem Mann schwängern lassen sollte. Doch dann hatte Reiko Angst, sie könne ihr ihren Mann ausspannen und sperrte sie in das Zimmer. Dort wurden Migi und Dali geboren – und auch Eiji, den Reiko an sich nahm und aufzog. Als Metori dann eines Tages Eiji wieder zu sich holen wollte, stieß der sie vor Schreck vom Fenster. Nach diesem Geständnis kann Reiko die Jungen austricksten und sperrt sie zusammen mit ihrem Mann und Karen in das Zimmer ein. Sie will mit Eiji fliehen und erneut versuchen, eine perfekte Familie aufzubauen. Doch auch der hat genug von dieser kaputten Familie und den Schuldgefühlen, ersticht sie und steckt das Haus in Brand. Die eingeschlossenen werden von Shunpei gerettet und die beiden Brüder retten Eiji, auch wenn es ihnen noch schwerfällt, ihn als dritten Bruder zu akzeptieren. Eiji nimmt die Verantwortung für alle Taten auf sich und wird zu einer Jugendstrafe verurteilt. Migi kann als Hitori wieder zur inzwischen lieb gewonnenen Familie Sonoyama zurück. Dali bleibt ihm verborgenen, da er durch eine Brandwunde nun deutlich von seinem Bruder zu unterscheiden ist. Er will nur seinen Bruder glücklich sehen, doch Migi leidet darunter, dass er sich noch immer verstecken muss. Schließlich kommt zu Weihnachten heraus, dass ihre Eltern bereits erkannt haben, dass sie in Wirklichkeit zwei Kinder haben und endlich können beide als Kinder in der Familie leben.

## Veröffentlichungen
Der Manga erschien in Japan von Juli 2017 bis November 2021 im Magazin Harta beim Verlag Kadokawa Shoten. Diese brachte die Kapitel auch gesammelt in sieben Bänden heraus. Eine deutsche Fassung erscheint seit Januar 2025 beim Carlsen Verlag unter dem Label Hayabusa in bisher zwei Bänden (Stand März 2025). Die Übersetzung stammt von Lasse Christian Christiansen.
Eine Umsetzung als Anime entstand unter der Regie und nach Drehbüchern von Mankyū bei den Studios Geek Toys und CompTown. Das Charakterdesign stammt von Ayumi Nishibata und die künstlerische Leitung lag bei Risa Wakabayashi. Für die 3D-Animationen war Kōhei Ogawa verantwortlich und für die Kameraführung Mika Watanabe.
Der Anime wurde im Dezember 2021 erstmals angekündigt. Die 13 Folgen wurden vom 2. Oktober bis 25. Dezember 2023 von AT-X, Tokyo MX und BS11 in Japan gezeigt sowie parallel dazu von Crunchyroll international veröffentlicht. Die Streaming-Veröffentlichung umfasste unter anderem Versionen mit deutschen und englischen Untertiteln sowie später auch eine englische Synchronfassung.

### Synchronsprecher
| Rolle           | Japanische Stimme   |
| --------------- | ------------------- |
| Dali            | Ayumu Murase        |
| Migi            | Shun Horie          |
| Yōko Sonoyama   | Kotono Mitsuishi    |
| Osamu Sonoyama  | Takashi Matsuyama   |
| Metori          | Sumire Morohoshi    |
| Shunpei Akiyama | Shintarō Asanuma    |
| Maruta Tsutsumi | Shunsuke Takeuchi   |
| Eiji Ichijō     | Kengo Kawanishi     |
| Karen Ichijō    | Akira Sekine        |
| Reiko Ichijō    | Romi Park           |
| Akira Ichijō    | Tokuyoshi Kawashima |
| Micchan         | Kimiko Saitō        |

### Musik
Die Musik der Serie komponierte Hiroko Sebu. Das Vorspannlied ist Yūmagadoki von Soraru to Rib und für den Abspann verwendete man das Lied Skyline von Nulbarich.